# Limnophora garrula
Limnophora garrula är en tvåvingeart som först beskrevs av Giglio-tos 1893.  Limnophora garrula ingår i släktet Limnophora och familjen husflugor. Inga underarter finns listade i Catalogue of Life.